# Магальянес і Чилійська Антарктика

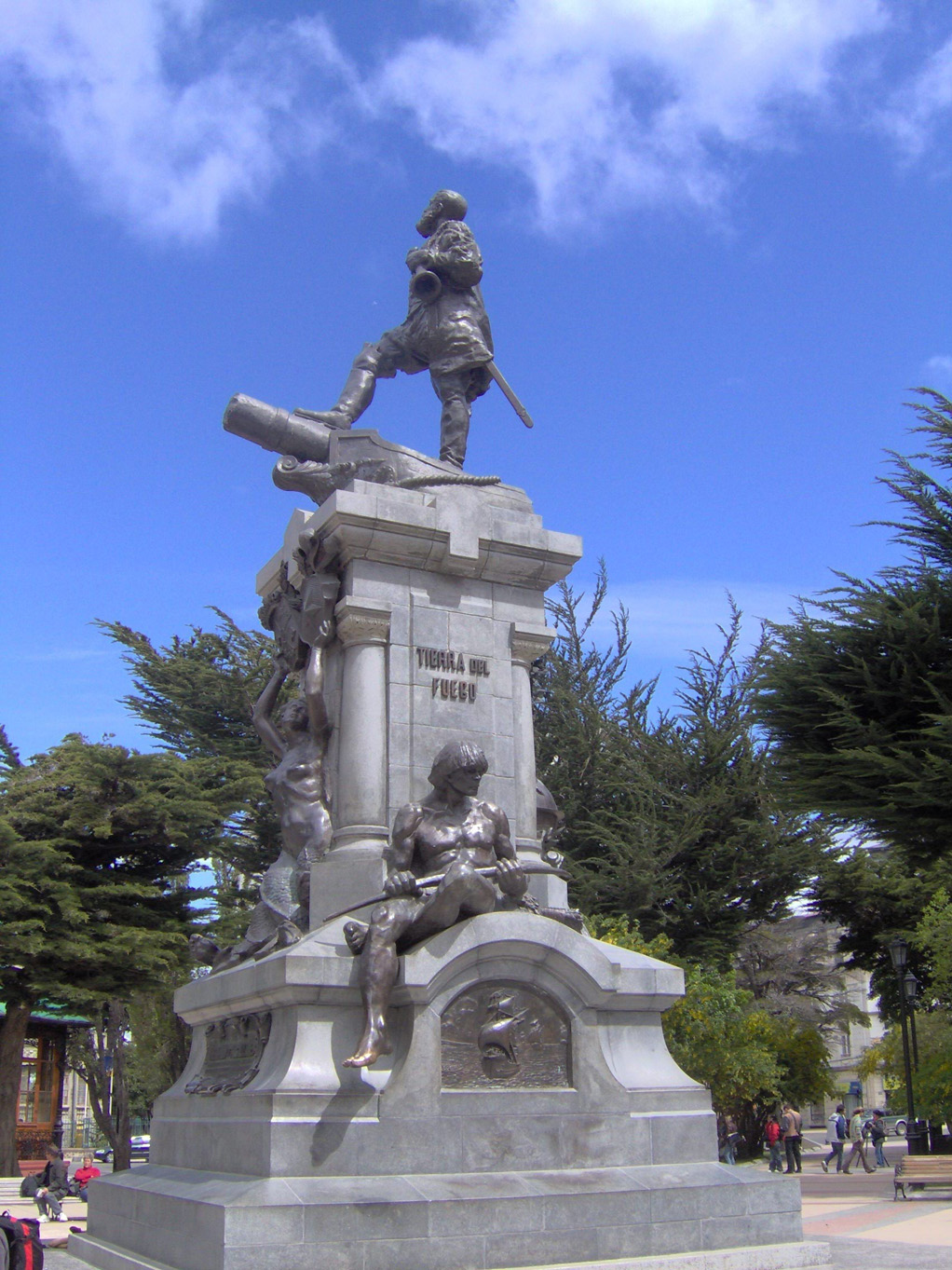
Пам'ятник Магеллану в Пунта-Аренас

Магальянес і Чилійська Антарктика (повна назва: XII Регіон Магальянес і Чилійська Антарктика, ісп. XII Región de Magallanes y de la Antártica Chilena) — регіон (найбільша одиниця адміністративного поділу) Чилі, найпівденніший, найбільший за розміром та один з найменш населених регіонів Чилі. Назва регіону походить від імені Фернандо Магеллана і має альтернативний український переклад - Магелланія.
Тут знаходиться багато всесвітньо відомих географічних місць, таких як Торрес-дель-Пайне, мис Горн, велика частина архіпелагу Вогняна земля та Магелланова протока. Регіон також включає спірну Чилійську антарктичну територію, на яку пред'являє претензії Чилі. 
Основою економіки регіону є тваринництво, видобуток нафти і туризм.

## Розташування
Область розташована на самому півдні Чилі.
Область межує:
- На півночі - область Айсен-дель-Генераль-Карлос-Ібаньєс-дель-Кампо
- На сході - Аргентина
- На півдні - Протока Дрейка
- На заході - Тихий океан

## Найбільші населені пункти
- Пунта-Аренас - 119 496 чол. (2002)
- Пуерто-Наталес - 19 116 чол. (2002)

## Адміністративний поділ
Область включає в себе 4 провінції і 11 комун.
| Політико-адміністративний поділ області Магальянес і Чилійська Антарктика | Політико-адміністративний поділ області Магальянес і Чилійська Антарктика |                      |
| --- | ------------------------------------------------------------------------- | -------------------- |
| \| Провінція \| Адміністративний центр \| Комуна \| \| ------------------- \| ---------------------- \| -------------------- \| \| 1 Антарктика-Чилена \| Пуерто-Вільямс \| 1 Антарктика \| \| 1 Антарктика-Чилена \| Пуерто-Вільямс \| 2 Кабо-де-Орнос \| \| 2 Магальянес \| Пунта-Аренас \| 3 Лагуна-Бланка \| \| 2 Магальянес \| Пунта-Аренас \| 4 Пунта-Аренас \| \| 2 Магальянес \| Пунта-Аренас \| 5 Ріо-Верде \| \| 2 Магальянес \| Пунта-Аренас \| 6 Сан-Грегоріо \| \| 3 Тьєрра-дель-Фуего \| Порвенір \| 7 Порвенір \| \| 3 Тьєрра-дель-Фуего \| Порвенір \| 8 Прімавера \| \| 3 Тьєрра-дель-Фуего \| Порвенір \| 9 Тімаукель \| \| 4 Ультіма-Есперанса \| Пуерто-Наталес \| 10 Наталес \| \| 4 Ультіма-Есперанса \| Пуерто-Наталес \| 11 Торрес-дель-Пайне \| |                                                                           |                      |
| Провінція | Адміністративний центр                                                    | Комуна               |
| 1 Антарктика-Чилена | Пуерто-Вільямс                                                            | 1 Антарктика         |
| 1 Антарктика-Чилена | Пуерто-Вільямс                                                            | 2 Кабо-де-Орнос      |
| 2 Магальянес | Пунта-Аренас                                                              | 3 Лагуна-Бланка      |
| 2 Магальянес | Пунта-Аренас                                                              | 4 Пунта-Аренас       |
| 2 Магальянес | Пунта-Аренас                                                              | 5 Ріо-Верде          |
| 2 Магальянес | Пунта-Аренас                                                              | 6 Сан-Грегоріо       |
| 3 Тьєрра-дель-Фуего | Порвенір                                                                  | 7 Порвенір           |
| 3 Тьєрра-дель-Фуего | Порвенір                                                                  | 8 Прімавера          |
| 3 Тьєрра-дель-Фуего | Порвенір                                                                  | 9 Тімаукель          |
| 4 Ультіма-Есперанса | Пуерто-Наталес                                                            | 10 Наталес           |
| 4 Ультіма-Есперанса | Пуерто-Наталес                                                            | 11 Торрес-дель-Пайне |

| Чилі | Це незавершена стаття з географії Чилі. Ви можете допомогти проєкту, виправивши або дописавши її. |